# Endre Márton
Endre Márton (* 29. Oktober 1910 in Budapest; † 1. November 2005 in New York, Vereinigte Staaten) war ein ungarisch-amerikanischer Journalist. Er nannte sich später Endrew Marton. 

## Biografie
Der Sohn eines Aktienhändlers absolvierte 1932 die Universität Budapest und promovierte 1936 in Wirtschaftswissenschaften. Den Zweiten Weltkrieg verbrachte er unter ungarischem Kommando in einem Zwangsarbeitslager in der Nähe der russischen Front. Bei seiner Rückkehr nach Budapest war er kurzzeitig Korrespondent für den Londoner Daily Telegraph.
1943 heiratete er Ilona.
Ab 1948 war er ständiger Budapester Korrespondent für Associated Press und United Press. 
Seitdem wurde er von der ungarischen Spionageabwehr ÁVO wegen Verdachts der Spionage für die USA einer konspirativen Beobachtung unterzogen, wobei Personen aus seinem Freundes- und Bekanntenkreis als Spitzel angeworben wurden. Er und seine Frau Ilona wurden im Februar bzw. Juni 1955 verhaftet und in einem Geheimprozess zu sechs bzw. drei Jahren Gefängnis verurteilt. Nach Ansicht des ungarischen Historikers Attila Szakolczai erfolgte die Verhaftung im Zusammenhang mit einem von Mátyás Rákosi geplanten Schauprozess gegen den 1955 abgesetzten Ministerpräsidenten Imre Nagy, in dem die Martons als dessen amerikanische Spionageverbindung präsentiert werden sollten. In der Tauwetter-Periode wurden sie im August 1956 freigelassen. 
Er war einer der wichtigsten Berichterstatter über den Ungarischen Volksaufstand 1956. 
Im Dezember 1956 führte er eines der wenigen Interviews mit Noel Field und seiner Familie, dessen wesentlichen Inhalt er 1957 vor dem Untersuchungsausschuss für Innere Sicherheit des US-Senats jedoch falsch wiedergab.
Im Januar 1957 flüchtete er mit seiner Familie in die Budapester US-Botschaft (wo auch Kardinal József Mindszenty Schutz gesucht hatte) und wurde nach Wien hinausgeschmuggelt, von dort gingen sie nach New York. 1957 erhielten er und seine Frau den George Polk Award für ihre Berichterstattung über die Revolte.
Ab den späten 1950ern war er für etwa 20 Jahre spezialisiert auf diplomatische Korrespondenz aus Washington. 
Im Ruhestand war er diplomatischer Berater des abgesetzten Schah von Persien und mehrere Jahre außerordentlicher Professor an der Georgetown University. Nach dem Tod seiner Frau zog er nach New York. Seine Kinder waren Julia Marton-Lefèvre, Kati Marton (New York) und Andrew Marton (Fort Worth; Star-Telegram senior arts writer).

## Ilona
Seine Frau Ilona Marton (* 14. März 1912 in Miskolc als Neuman oder Neumann; † 4. September 2004 in Silver Spring, Maryland) war die Tochter eines Pferdezüchters, dessen Spielverluste die Familie in wirtschaftliche Schwierigkeiten gebracht hatten. Ilona hatte ihren Nachnamen 1931 auf Nyilas magyarisiert. Sie studierte Geschichte und promovierte an der Universität von Debrecen in Philosophie. Vor 1943 war sie kurzzeitig mit dem älteren Sandor Brody verheiratet. Sie arbeitete als Geschichtslehrerin in Budapest, als ihre Eltern beim Einmarsch der Nazis in Ungarn im Frühjahr 1944 ums Leben kamen, wobei ihre Mutter noch eine Postkarte aus dem Zug nach Auschwitz schmuggeln konnte. Ab den späten 1940ern arbeitete sie für die Nachrichtenagentur United Press, die den Schauprozess gegen Kardinal Jozsef Mindszenty aufdeckte.

## Veröffentlichungen
- The Forbidden Sky, Boston, Little, Brown 1971 (Memoiren über die Ungarische Revolution)